# Carlos Enrique López
Carlos Enrique López Murillo es un psicólogo, conferencista, pastor y político colombiano. Fue alcalde de Calarcá por el periodo 2008-2011, elegido con el aval del Movimiento MIRA, fundador y Presidente de la Asociación de Concejales Cordilleranos del Quindío (ASOCORDIQ), y primer Concejal en el Quindío que alcanza la Vicepresidencia de la Federación Nacional de Concejos (FENACON).
Es pastor en San José (Costa Rica) y desde 2023 supervisor (obispo) de la Iglesia Ministerial para América Central. 

## Estudios
- Psicología;
- Especialización en Salud Ocupacional en la Universidad de Antioquia;
- Diplomado en Desarrollo Municipal;
- Especialización en Derecho Público en la Universidad Externado de Colombia.

## Actividades realizadas
- Psicólogo de Coldeportes;
- Psicólogo del Deportes Quindío;
- Psicólogo de la Selección Venezolana de Fútbol;
- Asesor del Hospital San Juan de Dios de Armenia;
- Pastor de la Iglesia Ministerial;
- Asesor del Hospital San Jorge;
- Conferencista de Comcel;
- Conferencista del Ingenio Risaralda;
- Profesor universitario;
- Concejal de Calarcá por el Movimiento MIRA, en dos periodos;
- Vicepresidente de la Federación Nacional de Concejos (FENACON);
- Presidente de la Asociación de Concejales Cordilleranos del Quindío (ASOCORDIQ);
- Coordinador de MIRA en Calarcá.

## Absuelto en fallo disciplinario
En 2013 la Procuraduría General de la Nación en decisión de primera instancia, fue destituido e inhabilitado por 10 años por presuntos errores en la celebración de un contrato de obra pública. Sin embargo, en fallo de segunda instancia la Sala Disciplinaria de la Procuraduría General de la Nación determinó que el exalcalde no violó disposición legal alguna y por tanto lo absolvió de todos los cargos.